# Oratorio di Santa Maria Addolorata (Faido)
L'oratorio di Santa Maria Addolorata si trova ad Anzonico, frazione del comune svizzero di Faido nel distretto di Leventina (Canton Ticino).
Sorge in località alla Foppa sul Monte Angone ed è un'aula conclusa da un coro poligonale, risalente al 1757, e restaurata nel 1958. All'interno è presente una scultura settecentesca raffigurante la Pietà, acquistata a Milano nel 1786.